# Not Okay
Not Okay (prt: Não Está Tudo Bem; bra: Influencer de Mentira) é um filme de humor ácido satírico americano, escrito e dirigido por Quinn Shephard. É estrelado por Zoey Deutch, Dylan O'Brien, Mia Isaac e Embeth Davidtz.
Not Okay foi lançado em 29 de julho de 2022, pela Searchlight Pictures no Hulu nos Estados Unidos da America e no Star+ no Brasil.

## Enredo
Desesperada por amigos e fama, uma jovem finge uma viagem a Paris para ganhar seguidores, mas um incidente aterrorizante acontece e se torna parte de sua viagem.

## Elenco
- Zoey Deutch como Danni Sanders
- Dylan O'Brien como Colin
- Mia Isaac como Rowan
- Embeth Davidtz como Judith
- Karan Soni como Kevin
- Brennan Brown como Harold
- Nadia Alexander como Harper
- Tia Dionne Hodge como Linda
- Negin Farsad como Susan
- Sarah Yarkin como Julie
- Dash Perry como Larson

## Produção
Em junho de 2021, Zoey Deutch foi anunciada para estrelar o filme, com Quinn Shephard dirigindo a partir de um roteiro que ela escreveu, com a Searchlight Pictures definida para produzir e o Hulu distribuindo. Em agosto de 2021, Dylan O'Brien, Mia Isaac, Embeth Davidtz, Nadia Alexander, Tia Dionne Hodge, Negin Farsad, Karan Soni e Dash Perry foram anunciados para estrelar o filme.
A fotografia principal começou em julho de 2021. As filmagens terminaram em 12 de setembro de 2021.

## Lançamento
O filme foi lançado em 29 de julho de 2022, no Hulu nos Estados Unidos, no Disney+ via Star internacionalmente e no Star+ na América Latina. Originalmente seu lancamento estava programado para ser em 5 de agosto de 2022, mas foi antecipado.